# Akaziendrossel
Die Akaziendrossel (Turdus litsitsirupa) ist ein in Afrika vorkommender Singvogel aus der Familie der Drosseln (Turdidae). Das Artepitheton entstammt der 
Setswanasprache und bezieht sich auf den Ruf des Vogels.

## Merkmale
Die Akaziendrossel erreicht eine Körperlänge von ca. 22 Zentimetern und ein Gewicht von 67 bis 84 Gramm. Die Geschlechter sind farblich sehr ähnlich. Das Gefieder der Oberseite einschließlich der Flügeldecken und der relativ kurzen Schwanzfedern ist hellbraun bis graubraun gefärbt. Das weißliche Gesicht zeigt eine markante schwarzbraune U-förmige Markierung. Die Unterseite ist weiß bis cremefarben und mit vielen kleinen dunkelbraunen Flecken gesprenkelt. Der Oberschnabel ist bei beiden Geschlechtern dunkelgrau, der Unterschnabel gelblich. Die Iris ist schwarz. Die hellgelben Beine sind bis zum Intertarsalgelenk mit weißer hosenartiger Befiederung versehen.

## Ähnliche Arten
Zwar leben auf mehreren Kontinenten Drosselarten, die ebenfalls eine graubraune Oberseite sowie eine braun gesprenkelte Unterseite zeigen, beispielsweise die in Europa und Nordafrika vorkommende Singdrossel (Turdus philomelos) oder die in Nord- und Mittelamerika anzutreffende Walddrossel (Hylocichla mustelina). Bei allen diesen Arten fehlt die markante Gesichtszeichnung der Akaziendrossel.
Den Lebensraum mit der Akaziendrossel teilt die Drossellerche (Pinarocorys nigricans), die sich durch das dunklere Gesicht sowie die reduzierte braune Sprenkelung der Unterseite unterscheidet.

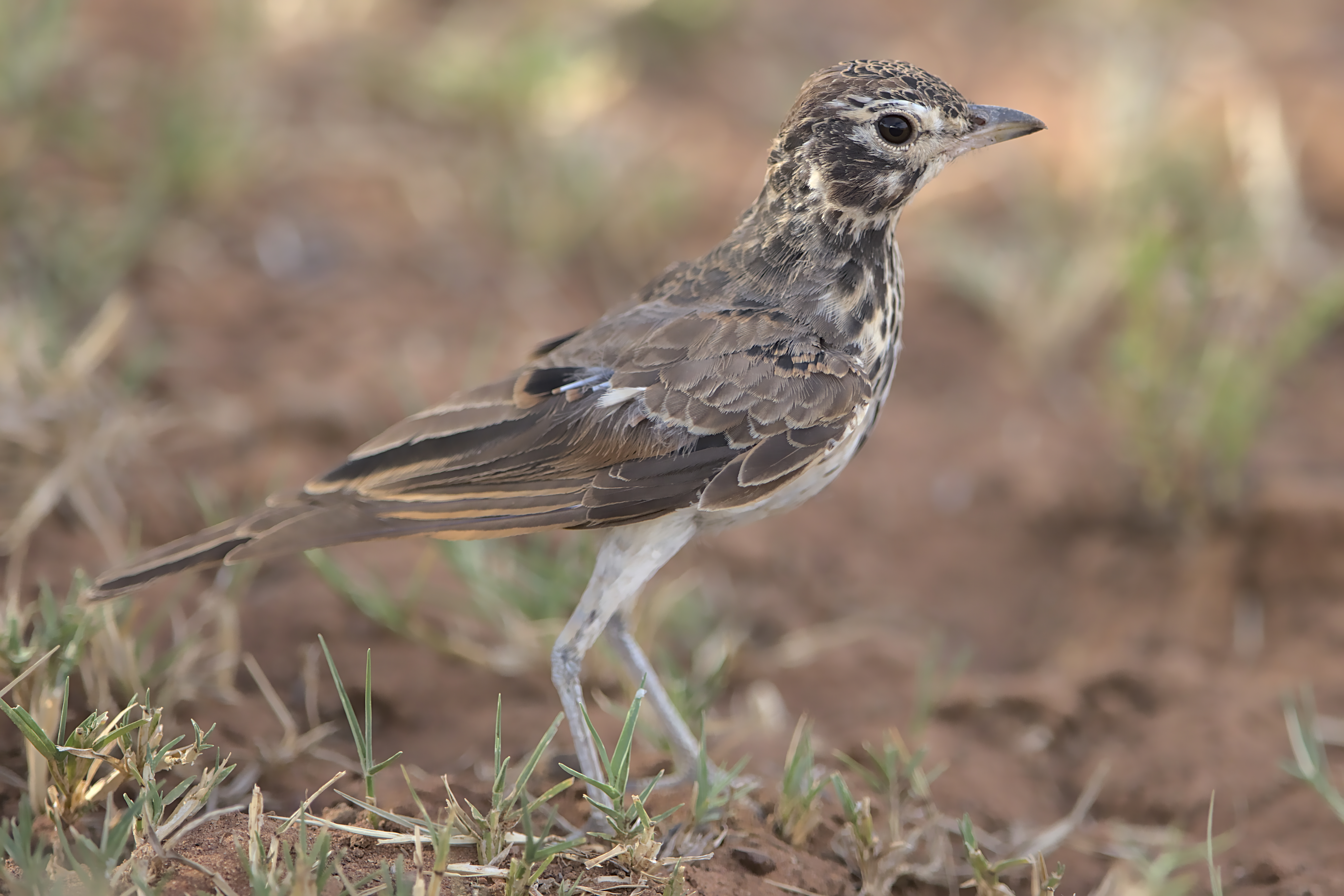
Drossellerche
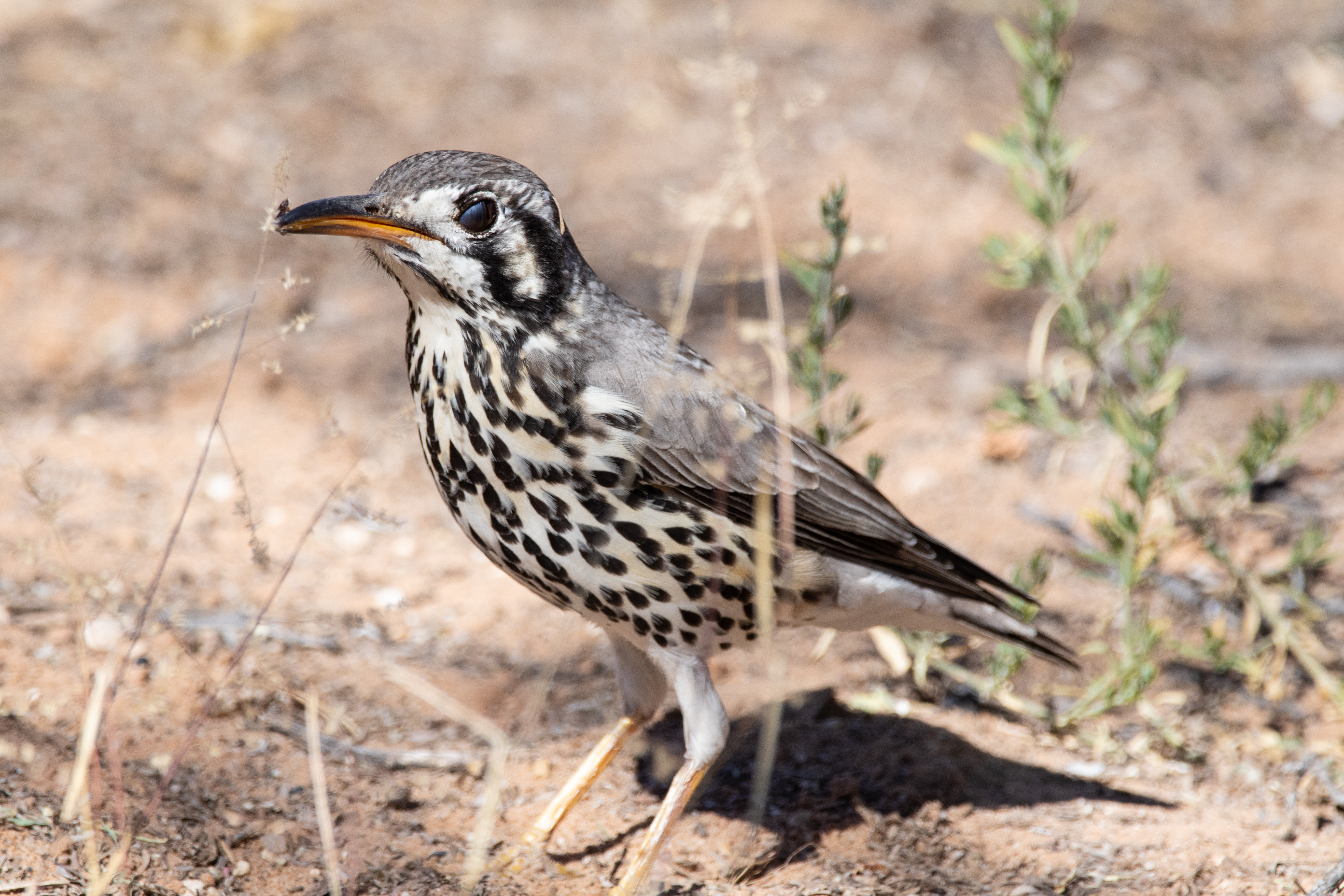
Akaziendrossel

Den ehemals als Unterart Turdus litsitsirupa simensis geführten und nun Äthiopiendrossel (Turdus simensis) genannten Populationen wurde der Status einer separaten Art zuerkannt. Diese kommt ausschließlich in Äthiopien und Eritrea vor und teilt somit keinen gemeinsamen Lebensraum mit der Akaziendrossel.

## Verbreitung, Unterarten und Lebensraum
Die Akaziendrossel kommt im südlichen und südöstlichen Afrika verbreitet vor. Die Vögel bewohnen bevorzugt Steppengebiete. Sie sind in der Kalahari sowie in der Nähe menschlicher Siedlungen und in lichten Akazienwäldern zu finden. Es werden drei Unterarten geführt:
- Turdus litsitsirupa litsitsirupa, Zentral-Namibia, Sambia, Mosambik, Südafrika
- Turdus litsitsirupa pauciguttata, Süd-Angola, Nord-Namibia, Simbabwe
- Turdus litsitsirupa stierlingi, Zentral-Angola, Tansania

## Lebensweise
Akaziendrosseln sind monogam und ziemlich standorttreu. Nur gelegentlich wandern sie von sehr trockenen in etwas feuchtere Gebiete. Die Nahrung wird überwiegend vom Boden aufgelesen, wobei die Vögel zu Fuß Insekten und weitere Wirbellose jagen bzw. durch Scharren im Sand ausgraben. Ihr Gesang ist wenig melodisch. Die Brutsaison reicht von September bis März, schwerpunktmäßig von Oktober bis Dezember. Das tassenförmige Nest wird aus weichen Zweigen und Gräsern in Astgabeln angelegt. Ein Gelege besteht aus zwei bis vier Eiern. Die Elterntiere wechseln sich bei der ca. zwei Wochen dauernden Brut ab. Die Jungvögel verlassen nach weiteren zwei Wochen das Nest und werden dann noch sechs Wochen von beiden Eltern versorgt. Das Nest wird von dem Elternpaar aggressiv gegen Feinde und Störungen verteidigt, wobei selbst Menschen, die dem Nest zu nahe kommen, angegriffen werden.

## Bestand und Gefährdung
Die Akaziendrossel ist in ihren Vorkommensgebieten weit verbreitet und wird demzufolge von der Weltnaturschutzorganisation IUCN als „least concern = nicht gefährdet“ geführt.